# Shomolu
Shomolu ou Somolu est une zone de gouvernement local de l'État de Lagos au Nigeria.